# Хёттль, Вильгельм
Вильгельм Хёттль (19 марта 1915 — 27 июня 1999) — австрийский нацист и офицер СС, штурмбанфюрер, позднее служивший в СД, а в 1944 году возглавивший разведку и контрразведку в Центральной и Юго-Восточной Европе. После окончания войны Хёттль открыл школу в Бад-Аусзее и написал две книги. Он умер в 1999 году.

## Биография
Хёттль родился в Вене, Австро-Венгрия, 19 марта 1915 года. В 1938 году в возрасте 23 лет он получил докторскую степень по истории в Венском университете. Ещё будучи студентом, он вступил в нацистскую партию (членский билет № 6309616) и СС (членский билет № 309510). С конца 1939 года и до конца Второй мировой войны в Европе Хёттль почти непрерывно работал в Главном управлении безопасности Рейха
Сначала Хёттль работал в Вене в иностранном бюро СД, а затем переехал в Берлин, где ему было присвоено звание штурмбаннфюрера СС (майор). В 1944 году Хёттль стал исполняющим обязанности главы Ausland-SD (отдел разведки и противодействия шпионажу в Центральной и Юго-Восточной Европе). В марте он был назначен в Будапешт, где он служил вторым по должности в службе представителя СС в Венгрии рейхсфюрера-СС Генриха Гиммлера. Кроме того, Хёттль служил политическим советником немецкого посла в Венгрии Эдмунда Везенмайера, который, в частности, докладывал в Берлин о крупномасштабной депортации евреев из Венгрии в 1944 году. Во время своего пребывания в Будапеште Хёттль общался с американцами в Берне, Швейцария .

## Послевоенный период
В марте 1945 года Хёттль связался с властями OSS в Швейцарии, а в мае 1945 года сдался американским властям в Бад-Аусзее. Затем он был доставлен в Германию, где находился в заключении до октября 1947 года, после чего был переведен в Австрию и заключен в лагере Клессхайм близ Зальцбурга. В течение этого времени Хёттль был важным свидетелем обвинения на судебных процессах в Нюрнберге. В показаниях от 25 ноября 1945 года 30-летний Хёттль рассказал о своей беседе с Адольфом Эйхманом в августе 1944 года в последние месяцы войны. Их встреча с глазу на глаз состоялась в офисе Хёттля в Будапеште, и в ходе беседы упоминалось следующее: 
 Приблизительно 4 000 000 евреев были убиты в различных концентрационных лагерях, в то время как ещё 2 000 000 были убиты другими способами, большая часть которых была расстреляна оперативными отрядами Полиции безопасности во время кампании против России. 
 Хёттль был освобожден из заключения в декабре 1947 года. Военные власти США отказали в его выдаче австрийскому народному суду, который в то время занимался преследованием нацистских преступников. В марте 1948 года он вступил в контакт с CIC и впоследствии стал начальником управления двух шпионских операций, а именно «MOUNT VERNON» и «MONTGOMERY».
В 1952 году Хёттль открыл школу в Бад-Аусзее и до 1980 года был её директором. Под псевдонимом Вальтер Хаген он написал книги «Секретный фронт» (Enigma Books, 1954) и «Операция Бернгард. Исторический отчёт о крупнейшей акции фальшивомонетчиков всех времён» (Welsermühl Verlag, Wels 1955), исторический отчет о крупнейшей в истории операции по подделке валюты, т. н. операции «Бернхард» в ходе которой было выпущено несколько сотен миллионов фальшивых фунтов стерлингов высокого качества.
Хёттль получил Крест заслуг за свою работу в качестве историка и в должности директора школы, несмотря на протест выживших жертв нацизма. Умер 27 июня 1999 года в Альтаусзее, Австрия, в возрасте 84 лет.

## Популярная культура
Хёттль фигурирует в романе Ю. Семёнова «Приказано выжить».